# Gwyneth Barber Wood
Gwyneth Barber Wood (mất năm 2006) là một đại lý và nhà văn du lịch người Jamaica.

## Tiểu sử
Bà sinh ra ở Kingston, Jamaica. Năm 2000, bà nhận được huy chương đồng và bằng khen cho hai bài thơ từ Giải thưởng văn học của Ủy ban phát triển văn hóa Jamaica. Wood là một thành viên của Trung tâm Nghệ thuật Sáng tạo Virginia năm 2001 và 2003. Bà được mời đọc tại Liên hoan văn học quốc tế Calabash năm 2001. Thơ của bà đã xuất hiện trên tạp chí Artemis, Người quan sát Jamaica, Nhà văn Caribbean và loạt tuyển tập Nhân chứng mang. Tập thơ đầu tiên của bà, Khu vườn quên lãng, được xuất bản năm 2005.